# 杜宇新
杜宇新（1953年12月—），黑龙江省林口縣人。1976年8月加入中国共产党。黑龙江大学中文系毕业，中央党校培训部研究生。历任中共黑龙江省委农工部办公室副主任；尚志县委副书记；省委农工部国企处、产业开发处处长，省农业委员会综合处处长、副主任；大兴安岭地委书记等职。1999年11月任中共黑龙江省委常委兼省委企业工作委员会书记，2002年4月改兼任省委政法委员会书记，2003年12月兼任哈尔滨市委书记，2009年8月任省委副书记。2011年1月当选黑龙江省政协主席。2018年1月，不再擔任黑龍江省政協主席。
中国共产党第十七届中央委员会候补委员。2018年1月，当选第十三届全国政协委员。